# Zsolt Hornyák
Zsolt Hornyák (Nové Zámky, 1º marzo 1973) è un allenatore di calcio ed ex calciatore slovacco con cittadinanza ungherese, di ruolo difensore, tecnico della Puskás Akadémia.

## Carriera

### Nazionale
Conta 3 presenze con la maglia della nazionale slovacca.

## Statistiche

### Statistiche da allenatore
Statistiche aggiornate al 28 agosto 2024.
| Stagione               | Squadra                | Campionato             | Campionato | Campionato | Campionato | Campionato | Coppe nazionali | Coppe nazionali | Coppe nazionali | Coppe nazionali | Coppe nazionali | Coppe continentali | Coppe continentali | Coppe continentali | Coppe continentali | Coppe continentali | Altre coppe | Altre coppe | Altre coppe | Altre coppe | Altre coppe | Totale | Totale | Totale | Totale | % Vittorie | Piazzamento |
| Stagione               | Squadra                | Comp                   | G          | V          | N          | P          | Comp            | G               | V               | N               | P               | Comp               | G                  | V                  | N                  | P                  | Comp        | G           | V           | N           | P           | G      | V      | N      | P      | %          | Piazzamento |
| ---------------------- | ---------------------- | ---------------------- | ---------- | ---------- | ---------- | ---------- | --------------- | --------------- | --------------- | --------------- | --------------- | ------------------ | ------------------ | ------------------ | ------------------ | ------------------ | ----------- | ----------- | ----------- | ----------- | ----------- | ------ | ------ | ------ | ------ | ---------- | ----------- |
| mar 2012-2013          | Mika Erevan            | BC                     | 36         | 19         | 7          | 10         | CA              | 4               | 1               | 2               | 1               | -                  | -                  | -                  | -                  | -                  | SA          | 1           | 0           | 1           | 0           | 41     | 20     | 10     | 11     | 48,78      | Sub 2°      |
| 2013-2014              | Banants                | BC                     | 28         | 14         | 8          | 6          | CA              | 4               | 1               | 1               | 2               | -                  | -                  | -                  | -                  | -                  | -           | -           | -           | -           | -           | 32     | 15     | 9      | 8      | 46,88      | 1°          |
| 2014-2015              | Banants                | BC                     | 28         | 8          | 8          | 12         | CA              | 4               | 2               | 0               | 2               | UCL                | 2                  | 1                  | 0                  | 1                  | SA          | 1           | 1           | 0           | 0           | 35     | 12     | 8      | 15     | 34,29      | 6°          |
| Totale Banants         | Totale Banants         | Totale Banants         | 56         | 22         | 16         | 18         |                 | 8               | 3               | 1               | 4               |                    | 2                  | 1                  | 0                  | 1                  |             | 2           | 1           | 1           | 0           | 68     | 27     | 18     | 23     | 39,71      |             |
| gen.-apr. 2017         | Mosta                  | PLM                    | 12         | 2          | 1          | 9          | TM              | -               | -               | -               | -               | -                  | -                  | -                  | -                  | -                  | -           | -           | -           | -           | -           | 12     | 2      | 1      | 9      | 16,67      | Sub, Eson   |
| set.-nov. 2017         | Luč-Ėnergija           | PFN                    | 14         | 3          | 7          | 4          | KR              | 2               | 2               | 0               | 0               | -                  | -                  | -                  | -                  | -                  | -           | -           | -           | -           | -           | 16     | 5      | 7      | 4      | 31,25      | Sub, Eson   |
| 2018-2019              | Slovan Liberec         | 1L                     | 30+5       | 11+1       | 9+1        | 10+3       | CRC             | 4               | 3               | 0               | 1               | -                  | -                  | -                  | -                  | -                  | -           | -           | -           | -           | -           | 39     | 15     | 10     | 14     | 38,46      | 6°          |
| 2019-2020              | Puskás Akadémia        | NBI                    | 33         | 14         | 12         | 7          | MK              | 7               | 5               | 1               | 1               | -                  | -                  | -                  | -                  | -                  | -           | -           | -           | -           | -           | 40     | 19     | 13     | 8      | 47,50      | 3°          |
| 2020-2021              | Puskás Akadémia        | NBI                    | 33         | 18         | 4          | 11         | MK              | 4               | 3               | 0               | 1               | UEL                | 1                  | 0                  | 0                  | 1                  | -           | -           | -           | -           | -           | 38     | 21     | 4      | 13     | 55,26      | 2°          |
| 2021-2022              | Puskás Akadémia        | NBI                    | 33         | 14         | 12         | 7          | MK              | 2               | 1               | 0               | 1               | UECL               | 4                  | 1                  | 1                  | 2                  | -           | -           | -           | -           | -           | 39     | 16     | 13     | 10     | 41,03      | 3°          |
| 2022-2023              | Puskás Akadémia        | NBI                    | 33         | 14         | 11         | 8          | MK              | 5               | 3               | 1               | 1               | UECL               | 2                  | 0                  | 1                  | 1                  | -           | -           | -           | -           | -           | 40     | 17     | 13     | 10     | 42,50      | 4°          |
| 2023-2024              | Puskás Akadémia        | NBI                    | 33         | 15         | 10         | 18         | MK              | 2               | 1               | 0               | 1               | -                  | -                  | -                  | -                  | -                  | -           | -           | -           | -           | -           | 35     | 16     | 10     | 19     | 45,71      | 3°          |
| 2024-2025              | Puskás Akadémia        | NBI                    | 4          | 4          | 0          | 0          | MK              | 0               | 0               | 0               | 0               | UECL               | 6                  | 3                  | 3                  | 0                  | -           | -           | -           | -           | -           | 10     | 7      | 3      | 0      | 70,00      |             |
| Totale Puskas Akademia | Totale Puskas Akademia | Totale Puskas Akademia | 169        | 79         | 49         | 51         |                 | 20              | 13              | 2               | 5               |                    | 13                 | 4                  | 5                  | 4                  |             | -           | -           | -           | -           | 202    | 96     | 56     | 60     | 47,52      |             |
| Totale carriera        | Totale carriera        | Totale carriera        | 322        | 137        | 90         | 105        |                 | 38              | 22              | 5               | 11              |                    | 15                 | 5                  | 5                  | 5                  |             | 2           | 1           | 1           | 0           | 377    | 165    | 101    | 121    | 43,77      |             |

## Palmarès

### Giocatore

#### Competizioni nazionali
- Campionato cecoslovacco: 1

Slovan Bratislava: 1991-1992
- Campionato slovacco: 5

Slovan Bratislava: 1994-1995, 1998-1999
VSS Košice: 1996-1997
Inter Bratislava: 1999-2000, 2000-2001
- Coppa di Slovacchia: 3

Slovan Bratislava: 1998-1999
Inter Bratislava: 1999-2000, 2000-2001
- Supercoppa di Slovacchia: 2

Slovan Bratislava: 1994
Inter Bratislava: 2000

#### Competizioni internazionali
- Coppa Piano Karl Rappan: 3

Slovan Bratislava: 1992, 1993, 1994

### Allenatore

#### Competizioni nazionali
- Campionato armeno: 1

Banants: 2013-2014
- Supercoppa d'Armenia: 2

Mika Erevan: 2012
Banants: 2014